# Wspólnota administracyjna Siegenburg
Wspólnota administracyjna Siegenburg – wspólnota administracyjna (niem. Verwaltungsgemeinschaft) w Niemczech, w kraju związkowym Bawaria, w rejencji Dolna Bawaria, w regionie Ratyzbona, w powiecie  Kelheim. Siedziba wspólnoty znajduje się w miejscowości Siegenburg.
Wspólnota administracyjna zrzesza jedną gminę targową (MArkt) oraz cztery gminy wiejskie (Gemeinde): 
- Biburg, 1 210 mieszkańców, 14,21 km²
- Kirchdorf, 884 mieszkańców, 16,46 km²
- Siegenburg, gmina targowa, 3 427 mieszkańców, 27,93 km²
- Train, 1 830 mieszkańców, 10,15 km²
- Wildenberg, 1 323 mieszkańców, 18,13 km²